# Tetraéderszámok

Az 5 gömb oldalhosszúságú piramis 35 gömböt tartalmaz. A rétegek sorban az első öt háromszögszámot jelképezik.

A számelméletben a tetraéderszámok olyan poliéderszámok, illetve figurális számok, melyek a sűrűn pakolt gömbökből összeálló tetraéderekben részt vevő gömbök számát reprezentálják. Az n-edik tetraéderszám, {\displaystyle T_{n}}, ami az első n háromszögszám összege a következő képlettel állítható elő:
{\displaystyle T_{n}={n(n+1)(n+2) \over 6}={n^{\overline {3}} \over 3!}}
A tetraéderszámok egyben a következő alakú binomiális együtthatók:
{\displaystyle T_{n}={n+2 \choose 3}.}
Ezért a tetraéderszámok a Pascal-háromszög bal vagy jobb oldalról vett negyedik pozíciójában lévő számok.
A tetraéderszámok generátorfüggvénye:
{\displaystyle {\frac {z}{(z-1)^{4}}}=1z+4z^{2}+10z^{3}+20z^{4}+\ldots }
Az első néhány tetraéderszám: 
1, 4, 10, 20, 35, 56, 84, 120, 165, 220, 286, 364, 455, 560, 680, 816, 969, 1140, 1330, 1540, 1771, 2024, 2300, 2600, 2925, 3276, 3654, 4060, 4495, 4960, 5456, 5984, 6545, 7140, 7770, 8436, 9139, 9880, 10660, 11480, 12341, 13244, 14190, 15180… (A000292 sorozat az OEIS-ben).

## Kapcsolat más figurális számokkal
Ha {\displaystyle O_{n}} az n-edik oktaéderszám és {\displaystyle T_{n}} az n-edik tetraéderszám, akkor
{\displaystyle O_{n}+4T_{n-1}=T_{2n-1}.}
Ez azt a matematikai tényt fejezi ki, hogy egy oktaéder négy, nem egymás melletti lapjához tetraédert ragasztva kétszeres méretű tetraédert kapunk. Egy másik lehetőség, hogy egy oktaéder felosztható négy tetraéderre oly módon, hogy mindegyiknek két összeérő lapja van:
{\displaystyle O_{n}=T_{n}+2T_{n-1}+T_{n-2}.}
Minden harmadik tetraéderszám egyben dodekaéderszám.

## Tulajdonságaik
- Tn + Tn−1 = 12 + 22 + 32 ... + n2
- A. J. Meyl 1878-ban bizonyította, hogy csak három olyan tetraéderszám létezik, ami egyben négyzetszám is, ezek:
T1 = 1² = 1
T2 = 2² = 4
T48 = 140² = 19600.
- Sir Frederick Pollock (wd) 1850-es sejtése szerint bármely szám felírható legfeljebb 5 tetraéderszám összegeként.[1]
- Az egyetlen tetraéderszám, ami egyben négyzetes piramisszám az 1 (Beukers, 1988), ugyanígy az egyetlen tetraéderszám, ami egyben köbszám az 1.
- A tetraéderszámok reciprokainak végtelen összege 3/2, ami a következő teleszkopikus összegből jön ki:
{\displaystyle \!\ \sum _{n=1}^{\infty }{\frac {6}{n(n+1)(n+2)}}={\frac {3}{2}}.}
- A tetraéderszámok paritása a következő minta szerint váltakozik: páratlan-páros-páros-páros.
T5 = T4 + T3 + T2 + T1
- Egy szám akkor lehet egyszerre tetraéderszám és háromszögszám, ha megfelel a binomiális együtthatókból származó egyenletnek:
{\displaystyle Tr_{n}={n+1 \choose 2}={m+2 \choose 3}=Te_{m}.}
- Az egyetlen ilyen tulajdonságú számok a következők (A027568 sorozat az OEIS-ben):
Te1 = Tr1 = 1
Te3 = Tr4 = 10
Te8 = Tr15 = 120
Te20 = Tr55 = 1540
Te34 = Tr119 = 7140